# Kiveriö
Kiveriö est un quartier de la ville de Lahti en Finlande,.

## Présentation
Le quartier compte 4 363 habitants en fin 2017.

## Galerie

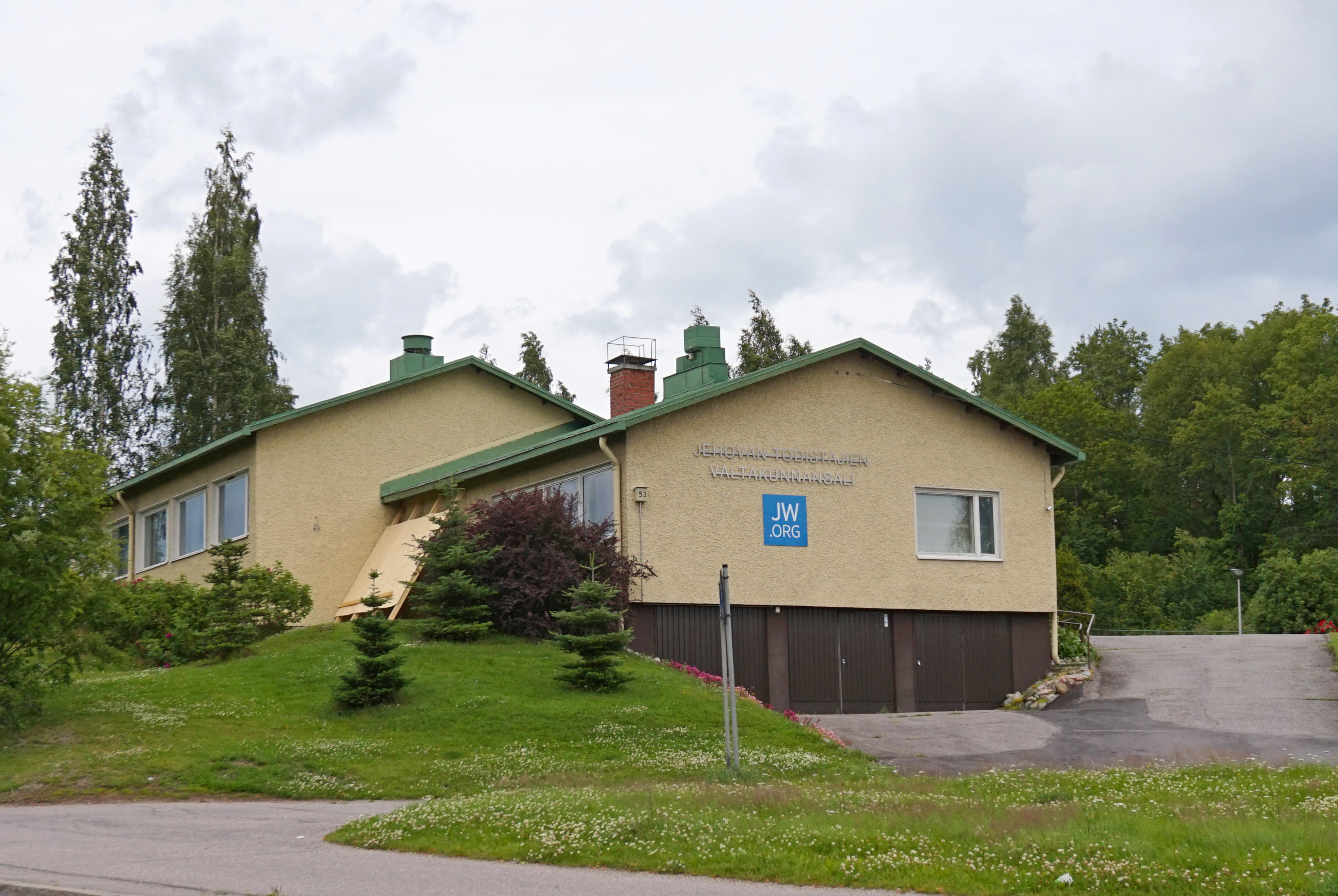
Salle des témoins de Jéhovah.